# 글로벌 스타크래프트 II 리그

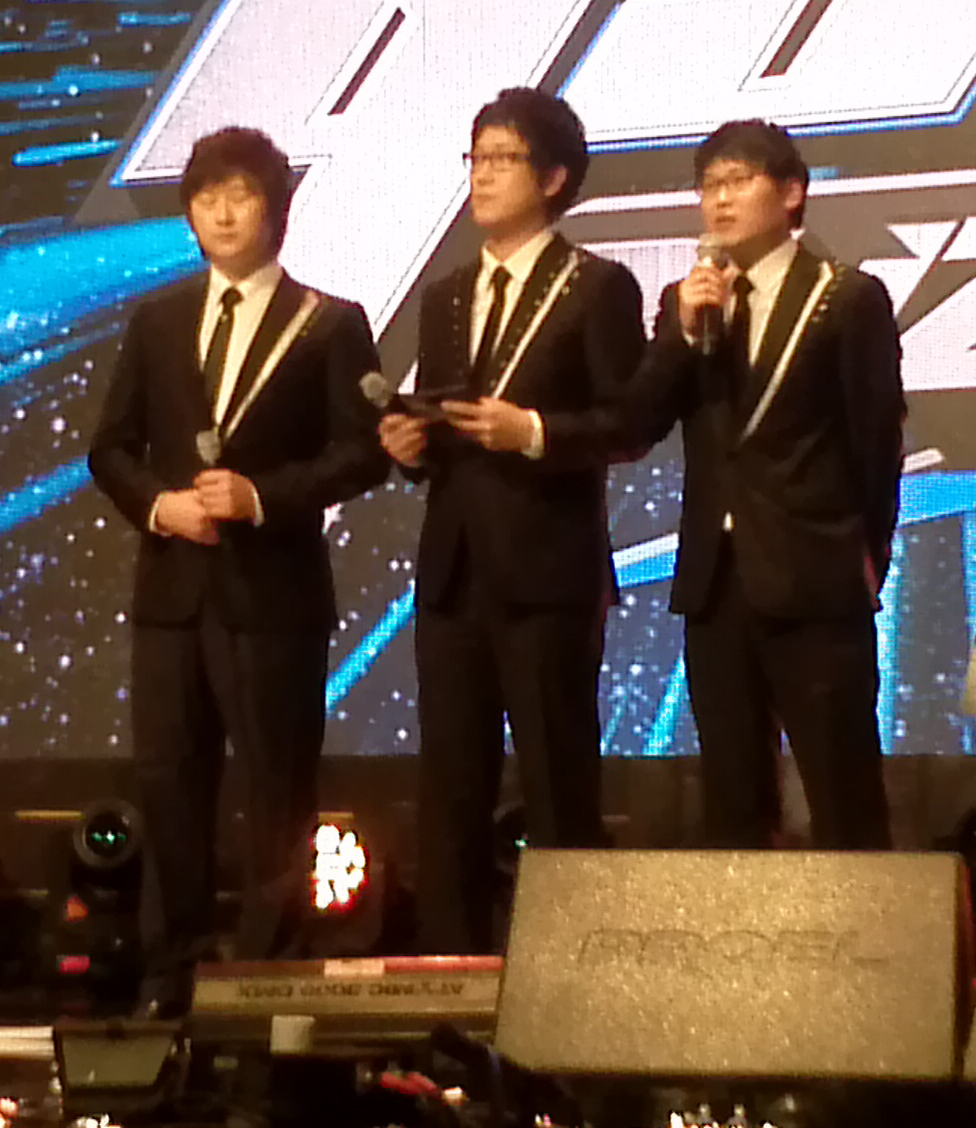
GSL의 주요 해설자. 왼쪽부터 안준영, 박상현, 채정원

글로벌 스타크래프트 II 리그(Global Starcraft II League, GSL)는 아프리카 TV가 주최하고 블리자드 엔터테인먼트가 후원하는 스타크래프트 II 공식 대회이자, 세계 최초 스타크래프트 II 공식 대회이다. 2015년까지는 곰TV, 곰exp에서 주최하며 세계 180여개국에 중계하였으나, 2016년 시즌부터 아프리카 TV에서 주관, 개최 및 중계한다.
2013 망고식스 GSL부터는 WCS와의 연계에 따라 WCS 코리아 GSL로 진행되었고, 2014 시즌에는 WCS 코리아가 완전히 GSL로 변경되었다. 2015 시즌부터는 WCS 글로벌 진영의 일원으로 스타크래프트 II 스타리그와 함께 진행된다. 이후 2017년부터 다시 한국 진영의 유일한 프리미어 대회가 되었다.

## 리그 개막까지의 과정
2006년 12월부터 2008년 3월까지 MBC게임 스타리그을 후원한 곰TV는 2008년 2월부터 3월까지 XNOTE-인텔센트리노 곰TV 스타 인비테이셔널을 개최하였으며, 2008년 4월부터 2009년 8월까지 곰TV 자체 스타크래프트 리그인 곰TV 클래식을 개최하였다. 당시 열리던 스타크래프트 리그 사상 최초로 블리자드 엔터테인먼트의 공식 인증을 받은 이 대회는 온게임넷과 MBC게임의 개인리그에 참여했던 프로게임단들이 과도한 일정을 이유로 참가를 포기하게 되면서 시즌4가 개최되기 일주일 전에 포기하여 3시즌만에 막을 내렸다. 하지만 그 후에도 곰TV는 월드 오브 워크래프트의 투기장 리그를 개최하며 블리자드와의 관계를 이어나갔다. 2010년 2월 18일 스타크래프트 II의 클로즈 베타 테스트가 시작되었고, 곰TV는 5월 27일 블리자드와 블리자드 게임들의 e스포츠 방송에 대한 독점 계약을 하게 된다. 2010년 7월 27일 스타크래프트 II가 발매되고, 이어서 8월 5일 글로벌 스타크래프트 II 리그의 개최와 운영계획을 발표한다. 총 상금 2억원, 우승 상금 1억원이라는 e스포츠 사상 최대의 상금 규모로 화제를 모았으며 세계 최초의 스타크래프트 II 공식 리그이기도 하다. 하지만 한국e스포츠협회와의 중계권 갈등 탓에 사실상 당시 스타크래프트 게이머 전체를 아우르던 한국e스포츠협회 소속 프로게이머들의 리그 참여가 불가능해(리그에 참여하기 위하여 이윤열, 임요환 등은 한국e스포츠협회를 탈퇴해야 했다.) 반쪽짜리 리그라는 우려를 받기도 했으며, 리그 중계를 합의한 온게임넷에서 리그 개막 직전 중계를 포기하여 게임 전문 채널에서 리그가 방송되지 못하고 곰TV의 인터넷 방송과 연예 전문 채널인 ETN, IPTV인 쿡TV로만 방송되었다. 해외에서 리그를 시청하기 위해 구매해야 하는 시즌 티켓의 가격이 너무 비싸고 고화질을 지원하지 않는다는 의견을 받기도 하였다. 비난 여론이 확산되자 곰TV측은 기본 해상도를 무료로 제공하고, 따로 구입해야 했던 생중계 서비스와 VOD 서비스를 하나로 통합하는등 정책을 수정하여 발표하였다. 9월 4일에 KBS 88 체육관에서 열린 TG삼보-인텔 스타크래프트 II OPEN Season 1 개막전을 시작으로 본격적인 리그의 시작을 알렸다.

## 2010 GSL PRE-SEASON
2011년부터 진행되는 GSL의 정규투어에 앞서 선수들의 등급을 결정하기 위해 펼쳐지는 2010년의 3개 시즌이다.
본선 진출자에게는 본선 성적에 따라 포인트가 주어지고 포인트 랭킹에 따라 2011 정규투어에서 코드 S와 코드 A 두 등급으로 나뉘어 참여하게 된다.
오픈대회라는 취지에 맞게 만 12세 이상이라면 누구나 대회에 참여가 가능했다.
첫 번째 리그인 TG삼보-인텔 스타크래프트 II OPEN Season 1의 오프라인 예선전에는 2000여명의 게이머가 참여하였으며, 김원기가 당시 밸런스상으로 가장 불리하다는 평가를 받던 저그종족으로 우승을 차지하며 각종 스타크래프트 II 커뮤니티에서 큰 화제가 되었다.
결승전 당시 비가 오는 악조건 속에서 3500여명의 관객이 모였으며, 결승전 VOD는 사흘만에 조회수 50만을 돌파하며 스타크래프트 II 리그의 흥행 가능성을 보였다.
또한 우려를 낳았던 리그 진행 부분에서도 4개 부스를 이용한 빠르고 매끄러운 경기 진행을 보여주는등 좋은 평가를 받았다.
두 번째 리그인 소니 에릭슨 스타크래프트 II OPEN Season 2의 오프라인 예선전에
전 대회보다 500여명 더 많은 2500여명의 게이머가 참가를 신청함에 따라 2일로 예정되어 있던 예선전 일정이 월요일, 화요일을 포함하여 4일로 연장되었다.
이 과정에서 평일 예선에 참여하기가 힘든 직장인, 학생 참가자들이 많은 불만을 표하기도 하였다.
곰TV측은 불가피한 결정이었으며, 평일 예선 참가자들에게 공문을 보내주겠다고 발표하였다.
유명 스타크래프트1 프로게이머인 박성준, 이윤열, 임요환등이 대회 참여를 밝히며 큰 화제가 되기도 하였다.
임요환이 출전한 64강전 경기에 시청자가 몰리며 방송 송출이 중단되는 사고가 발생하기도 하였다.
이날 총 생중계 시청자수는 77만 4866명을 기록하였다.
11월 13일에 벌어진 결승전에서 임재덕이 이정훈을 4대3으로 꺾고 우승을 차지하였다.
세 번째 리그인 소니 에릭슨 스타크래프트 II OPEN Season 3에서 2011년 GSL 투어의 코드 S선수와 코드 A선수가 확정되었다.
인천광역시의 후원으로 송도컨벤시아에서 개최된 결승전에서 장민철이 박서용을 4대1로 꺾으며
2010년의 마지막 오픈리그를 프로토스의 우승으로 마무리지었다.

## 2011 GSL 투어
2011 GSL은 GSL 스폰서십, 슈퍼 토너먼트, 월드 챔피언십, 블리자드 컵, GSTL의 5가지 형태의 대회로 구성된다.

### GSL 스폰서십
- 2011 GSL의 근간이 되는 대회로, 1년간 총 7회 개최된다.

리그의 상위 32명을 1부 리그격인 코드 S로, 차순위 32명을 2부 리그격인 코드 A로 구분한다.
- 코드 S
  - 상반기[9]

코드 S 상반기 진행은 32명의 선수들이 4인 1조의 총 8조에 편성되어 풀리그를 통해 각 조의 1~4위를 결정한다.
각 조의 1, 2위는 16강 토너먼트에 진출하며 각 조의 3, 4위 16명은 승격/강등전에 출전한다.
곰TV 리그 방식을 통해 각 조 1, 2위가 16강 토너먼트에 진출한다.
크로스토너먼트 방식으로 우승자를 결정하며 8강 진출자는 차기 시즌의 시드를 얻는다.
16강은 3전 2선승, 8강, 4강은 5전 3선승, 결승전은 7전 4선승제로 진행된다.
- - 하반기[11]

코드 S 하반기 진행은 32명의 선수들이 4인 1조의 총 8조에 편성되어 듀얼토너먼트를 통해 각 조의 1~4위를 결정한다.
각 조의 1, 2위는 16강 토너먼트에 진출하며 각 조의 3위는 잔류, 4위 8명은 승격/강등전에 출전한다. 16강 이후의 방식은 상반기와 동일하다.
- 코드 A
  - 상반기[9]

코드 A는 32강 토너먼트방식으로 치러진다.
32강 ~ 4강은 3전 2선승, 결승전은 7전 4선승제로 진행된다.
상위 8위까지 코드 S로 승격하기 위한 승격/강등전에 출전한다.
하위 16위까지은 코드 A에 잔류하고, 나머지 하위 32위까지는 코드 A 최종예선에 출전한다.
- - 하반기[11]

방식은 상반기와 동일하나 우승자는 코드 S로 직행하며 이를 제외한 나머지 7명이 승격/강등전에 출전한다.
- 코드 B

코드 B는 코드 A 최종예선전에 참가하기 위한 대회이다. 전 세계 모든 게이머가 참가가 가능하다. 상위 172명이 코드 A 최종예선전에 진출한다. 해외 선수들은 래더 점수 상관없이 언제나 코드 A 최종예선전에 참가가 가능하다.
- 승격/강등전
  - 상반기[9]

코드 S 32강 탈락자(16명)와 코드 A 8강 진출자(8명)의 총 24명이 출전한다.
코드 S선수와 코드 A선수가 3인 1조를 만들어서 대결을 펼치게 되며 코드 S조 3위와 코드 A선수가 경기를 치른다.
승자는 코드 S, 패자는 코드 S 조 4위와 경기를 치른다. 승자는 코드 S, 패자는 코드 A로 직행한다.
모든 경기는 3전 2선승제로 치러지며, 코드 A의 우승자와 준우승자는 각각 차례대로 자신의 대전상대를 지명할 수 있는 기회를 준다.
나머지 6조는 랜덤으로 치러진다. 코드 S 32강 조별리그에서 최하위(4위)가 되면 한 번 밖에 치를 수가 없다.
- - 하반기[11]

코드 S 32강 각 조 4위(8명)와 코드 A 8강 진출자(7명)의 총 15명이 출전한다. 코드 S선수와 코드 A선수가 5인 1조를 만들어서 대결을 펼치게 되며 풀리그로 경기를 치른다. 모든 경기는 단판으로 치러지며, 각 조에는 코드 S 3명과 코드 A 2명으로 이루어진다. 상위 2명은 코드 S, 하위 3명은 코드 A로 직행한다.
- 코드 A 최종예선전

코드 A 17~32위(16명)와 코드 B 상위 172명, 해외 게이머 4명이 참가하여, 192명이 토너먼트로 치러, 진출자들은 차기 코드 A에 진출한다.
92명씩 2개조로 진행한다. 2주전에 참가 신청을 해야한다.

### 슈퍼 토너먼트
코드 S와 코드 A 모두 참가하는 대회로 5월에 개최된다. 64강 ~ 16강은 3전 2선승제, 8강과 4강은 5전 3선승제, 결승은 7전 4선승제로 진행된다.

### 월드 챔피언십
전 세계를 대상으로 한 스타크래프트 II 대회로써 3월에 개최된다.
한국 대표 8명, 대만+중국 대표 2명, 북미 대표 3명, 유럽 대표 3명 (러시아 1명 + 타 유럽 2명), 총 16명으로 구성되어 16강 풀토너먼트로 진행된다.

### 블리자드 컵
1년간의 GSL 포인트 랭킹을 합산하여 상위 3인 및 해외 메이저 7개 대회 우승자 7명을 초청하여 플레이 오프 방식으로 진행한다.
중복 선수가 있을 경우 GSL 포인트 랭킹에 따라 자리를 메울 선수가 결정된다.

## 2012 GSL 투어
2012 GSL은 GSL 스폰서십, 블리자드 컵, GSTL의 3가지 형태의 대회로 구성된다.

### GSL 스폰서십[15]
- 2012 GSL의 근간이 되는 대회로, 전년도 GSL과 달리 2개월 간 리그가 진행된다. 리그의 상위 32명을 1부 리그 격인 코드 S로, 48강으로 구성된 2부 리그 격인 코드 A로 구성된다.

- 코드 S

코드 S는 32명의 선수들이 4인 1조의 총 8조에 편성되어 듀얼 토너먼트 형식으로 한 경기 당 3전 2선승제로 진행된다. 32강 각 조 4위는 코드 A 1라운드, 32강 각 조 3위는 코드 A 2라운드로 가게 된다. 16강까지는 4인 1조의 총 4조로 편성되어 32강과 동일한 방식으로 진행되고 각 조 하위 2명은 코드 A 3라운드로 가게 된다. 8강 ~ 4강까지 5전 3선승제, 결승전은 7전 4선승제 토너먼트 방식으로 진행된다.
- 코드 A

코드 A는 48명의 선수로 구성한다.
코드 A 예선 진출 40명과 코드 S 32강 4위 8명으로 구성된 1라운드에서 24명의 2라운드 진출자를 결정한다. 2라운드에서는 24명의 진출자와 코드 S 32강 3위 8명으로 구성된 2라운드에서 16명의 3라운드 진출자를 가리며 3라운드에서는 8명의 코드 S 16강 3,4위와 같이 진행하게 된다. 3라운드에서 승리한 12명은 차기 GSL 코드 S로 직행하게 된다. 모든 경기는 3전 2선승제로 진행된다.
- 코드 B

코드 B는 코드 A 예선전에 참가하기 위한 대회이다.
전 세계 모든 게이머가 참가가 가능하다. 여기서 코드 A 예선전에 신청한 선수들에 한해 코드 A 예선전에 진출한다.
- 승격/강등전

코드 S 진출에 실패한 28명과 해외 시드권자 2명, 총 30명 6인 5개조로 구성된 승격 강등전을 진행한다.
조별 풀리그로 진행하며 각 조 상위 2명, 총 10명이 차기 코드 S에 진출하며 각 조 하위 4명, 총 20명은 차기 코드 A에 진출한다.

- 코드 A 예선전

코드 B 신청자들
이 참가하여, 최대 576명이 토너먼트로 치러, 상위 16명이 차기 코드 A에 진출한다.
최대 16명씩 2일에 걸쳐서 18개조로 나누어 진행한다. 곰TV가 공지한 기간에 맞게 참가 신청을 해야한다.

### 블리자드 컵
1년간의 GSL 포인트 랭킹을 합산하여 상위 3인 및 해외 메이저 7개 대회 우승자 7명을 초청하여 플레이 오프 방식으로 진행한다. 중복 선수가 있을 경우 GSL 포인트 랭킹에 따라 자리를 메울 선수가 결정된다.

## 2013 GSL 투어
2013 GSL은 GSL 스폰서십, 핫식스컵, GSTL의 3가지 형태의 대회로 구성된다.

### GSL 스폰서십[25]
- 2013 GSL의 근간이 되는 대회로, 2012 GSL과 같은 방식으로 2013 핫식스 시즌 1 ~ 2013 GSL 시즌 4로 진행된다.

- 리그의 상위 32명을 1부 리그 격인 코드 S로, 48강으로 구성된 2부 리그 격인 코드 A로 구성된다.

- 2013 GSL 시즌1 종료 이후부터는 블리자드의 WCS와의 연계로 인해 약간의 리그 방식 및 리그 명칭이 바뀌었다. GSL 코드 S는 WCS Korea 프리미어 리그로 GSL 코드 A는 챌린저 리그로 변경되었으며 WCS Korea 스타리그와 번갈아 개최된다. (2013 WCS Korea Season 1 GSL - 2013 WCS Korea Season 2 스타리그 - 2013 WCS Korea Season 3 GSL - 2014 WCS Korea Season 1 스타리그)

- 코드 S, 프리미어 리그

코드 S는 32명의 선수들이 4인 1조의 총 8조에 편성되어 듀얼 토너먼트 형식으로 한 경기 당 3전 2선승제로 진행된다. 32강 각 조 4위는 코드 A 1라운드, 32강 각 조 3위는 코드 A 2라운드로 가게 된다. 16강까지는 4인 1조의 총 4조로 편성되어 32강과 동일한 방식으로 진행되고 각 조 하위 2명은 코드 A 3라운드로 가게 된다. 8강은 5전 3선승제, 4강과 결승전은 7전 4선승제 토너먼트 방식으로 진행된다. 코드 A, 스타리그 프리미어에서도 동일한 방식으로 진행된다.
- 코드 A, 챌린저 리그

코드 A는 48명의 선수로 구성한다.
코드 A 예선 진출 40명과 코드 S 32강 4위 8명으로 구성된 1라운드에서 24명의 2라운드 진출자를 결정한다. 2라운드에서는 24명의 진출자와 코드 S 32강 3위 8명으로 구성된 2라운드에서 16명의 3라운드 진출자를 가리며 3라운드에서는 8명의 코드 S 16강 3,4위와 같이 진행하게 된다. 3라운드에서 승리한 12명은 차기 GSL 코드 S로 직행하게 된다. 모든 경기는 3전 2선승제로 진행된다. 블리자드의 WCS와의 연계로 인해 코드 A는 챌린저 리그로 변경되었다. 이 리그에서는 곰TV의 WCS Korea GSL 뿐만 아니라 온게임넷의 WCS Korea 스타리그에 출전할 선수들을 선발하는 역할을 한다. 챌린저 리그는 기존의 코드 A와 동일한 방식으로 진행된다.
- 승격/강등전

코드 S 진출에 실패한 28명 과 시드권자 2명,
총 30명 6인 5개조로 구성된 승격강등전을 진행한다. 조별 풀리그로 진행하며 각 조 상위 2명, 총 10명이 차기 코드 S에 진출하며 각 조 하위 4명, 총 20명은 차기 코드 A에 진출한다.
WCS Korea 스타리그 시즌 1에 진출할 선수들을 가려내기 위해 진행된 승격/강등전부터는 스타리그 진출에 실패한 챌린저 리그 2라운드 패자 16명 + 챌린저 리그 3라운드 패자 12명(단, WCS Korea 스타리그 시즌 1은 윤영서의 기권으로 인해 시드선발전에서 1명 추가)과 시드선발전 통과자 2명, 총 30명 5인 6개조로 구성된 승격 강등전을 진행한다.
- 코드 A 예선전, 챌린저 리그 예선전

'코드 B'라고도 불리며
최대 576명이 토너먼트로 치러, 상위 22명이 차기 코드 A에 진출한다.
최대 16명씩 1~2일에 걸쳐서 22개조로 나누어 진행한다. 주최측이 공지한 기간에 맞게 참가 신청을 해야한다.

### 핫식스컵
기존의 블리자드 컵이 핫식스컵으로 명칭이 변경되었다. 핫식스컵은 2013년에 열린 스타크래프트 II 국내 리그 우승자 및 준우승자들이 참가한다.

## 2014 GSL 투어
2014년에는 WCS Korea가 GSL로 일원화됨과 동시에, WCS 코리아의 명칭 자체가 사라지고 GSL의 명칭만 남게 되었다. 또한 WCS 시즌 파이널과 블리자드컵이 폐지되었고, 이를 대체하여 GSL 스폰서십 글로벌 대회와 핫식스컵이 개최된다.
- 코드 A

2014년부터 코드A 진행방식이 바뀌었다.48강에서 지면 그대로 예선으로 탈락하며, 48강 조 1,2위는 코드 S로 직행한다. 이에 따라 승강전은 폐지되었다.
- 코드 S

코드 S는 전년도와 일부 공통적이나 차이점은 16강까지의 탈락자는 다음 시즌 코드 A로 강등되며, 8강 진출자는 다음 시즌을 코드 S에서 시작할 수 있다.
- 예선전

전 세계 모든 게이머가 참가가 가능하다. 예선 상위 24명이 코드 A에 진출한다.

## 역대 결승전
- 회차가 표시되지 않은 대회는 GSL 정규 시즌에 포함되지 않는다.
- 취소선 표시는 프로게이머 자격이 영구 제명되어 기록이 없어진 선수를 의미한다.

| 연도 | 회차 | 리그 명칭                               | 우승자 | 경기 결과 | 승패 현황      | 준우승자 |
| ---- | ---- | --------------------------------------- | ------ | --------- | -------------- | -------- |
| 2010 | 1    | TG-인텔 GSL 오픈 시즌 1                 | 김원기 | 4 : 1     | 승승승패승     | 김성제   |
| 2010 | 2    | 소니 에릭슨 GSL 오픈 시즌 2             | 임재덕 | 4 : 3     | 패패승승패승승 | 이정훈   |
| 2010 | 3    | 소니 에릭슨 GSL 오픈 시즌 3             | 장민철 | 4 : 1     | 승승패승승     | 박서용   |
| 2011 | 4    | 소니 에릭슨 GSL Jan.                    | 정종현 | 4 : 0     | 승승승승       | 이정훈   |
| 2011 | 5    | 2세대 인텔 코어 GSL Mar.                | 장민철 | 4 : 1     | 승승패승승     | 박성준   |
| 2011 | 6    | LG 시네마 3D GSL May                    | 임재덕 | 4 : 0     | 승승승승       | 송준혁   |
| 2011 | 7    | LG 시네마 3D GSL 월드 챔피언십 서울     | 정종현 | 4 : 2     | 승승패패승승   | 이정훈   |
| 2011 | 8    | LG 시네마 3D 슈퍼 토너먼트              | 최성훈 | 4 : 0     | 승승승승       | 문성원   |
| 2011 | 9    | 펩시콜라 GSL July                       | 임재덕 | 4 : 0     | 승승승승       | 황강호   |
| 2011 | 10   | 펩시콜라 GSL Aug.                       | 정종현 | 4 : 1     | 승승승패승     | 김정훈   |
| 2011 | 11   | 소니 에릭슨 GSL Oct.                    | 문성원 | 4 : 1     | 승승패승승     | 정종현   |
| 2011 | 12   | 소니 에릭슨 GSL Nov.                    | 정지훈 | 4 : 2     | 승승패패승승   | 이동녕   |
| 2011 | 13   | 2011 블리자드 컵                        | 문성원 | 4 : 3     | 승승승패패패승 | 박수호   |
| 2012 | 14   | 2012 핫식스 GSL 시즌 1                  | 박수호 | 4 : 2     | 패승패승승승   | 정민수   |
| 2012 | 15   | 2012 핫식스 GSL 시즌 2                  | 정종현 | 4 : 3     | 승승승패패패승 | 박현우   |
| 2012 | 16   | 2012 무슈제이 GSL 시즌 3                | 안상원 | 4 : 1     | 승승승패승     | 장민철   |
| 2012 | 17   | 2012 핫식스 GSL 시즌 4                  | 이승현 | 4 : 3     | 승승패패패승승 | 정종현   |
| 2012 | 18   | 2012 핫식스 GSL 시즌 5                  | 권태훈 | 4 : 3     | 패승승패패승승 | 고석현   |
| 2012 | 19   | 2012 GSL 블리자드 컵                    | 이승현 | 4 : 2     | 패패승승승승   | 원이삭   |
| 2013 | 20   | 2013 핫식스 GSL 시즌 1                  | 신노열 | 4 : 2     | 승승승패패승   | 강동현   |
| 2013 | 21   | 2013 WCS 코리아 시즌 1 망고식스 GSL     | 김민철 | 4 : 3     | 패패패승승승승 | 이신형   |
| 2013 | 22   | 2013 WCS 코리아 시즌 3 조군샵 GSL       | 백동준 | 4 : 2     | 승승패승패승   | 어윤수   |
| 2013 | -    | 2013 핫식스컵 라스트 빅매치             | 정윤종 | 4 : 2     | 승승패패승승   | 김민철   |
| 2014 | 23   | 2014 핫식스 GSL 시즌 1                  | 주성욱 | 4 : 3     | 패승패승패승승 | 어윤수   |
| 2014 | -    | 2014 핫식스 GSL 글로벌 토너먼트         | 주성욱 | 4 : 3     | 패승패패승승승 | 원이삭   |
| 2014 | 24   | 2014 핫식스 GSL 시즌 2                  | 김도우 | 4 : 2     | 승패승패승승   | 어윤수   |
| 2014 | 25   | 2014 핫식스 GSL 시즌 3                  | 이신형 | 4 : 2     | 패패승승승승   | 어윤수   |
| 2014 | -    | 2014 핫식스컵 라스트 빅매치             | 김유진 | 4 : 1     | 승승승패승     | 이정훈   |
| 2015 | 26   | 2015 GSL 시즌 1                         | 이승현 | 4 : 3     | 승승패승패패승 | 원이삭   |
| 2015 | 27   | 2015 스베누 GSL 시즌 2                  | 정윤종 | 4 : 1     | 승패승승승     | 한지원   |
| 2015 | 28   | 2015 핫식스 GSL 시즌 3                  | 이신형 | 4 : 2     | 패승승패승승   | 한지원   |
| 2016 | 29   | 2016 핫식스 GSL 시즌 1                  | 주성욱 | 4 : 2     | 패승승패승승   | 전태양   |
| 2016 | 30   | 2016 핫식스 GSL 시즌 2                  | 변현우 | 4 : 1     | 패승승승승     | 김유진   |
| 2017 | 31   | 2017 핫식스 GSL 시즌 1                  | 김대엽 | 4 : 2     | 승승승패패승   | 어윤수   |
| 2017 | 32   | 2017 핫식스 GSL 시즌 2                  | 고병재 | 4 : 2     | 승승패승패승   | 어윤수   |
| 2017 | 33   | 2017 핫식스 GSL 시즌 3                  | 이신형 | 4 : 3     | 패승승패패승승 | 김유진   |
| 2018 | 34   | 2018 GSL 시즌 1                         | 조성주 | 4 : 2     | 승패승승패승   | 김대엽   |
| 2018 | 35   | 2018 GSL 시즌 2                         | 조성주 | 4 : 0     | 승승승승       | 주성욱   |
| 2018 | 36   | 2018 GSL 시즌 3                         | 조성주 | 4 : 3     | 패패승승패승승 | 전태양   |
| 2019 | 37   | 2019 마운틴듀 GSL 시즌 1                | 조성주 | 4 : 2     | 승패승패승승   | 김도우   |
| 2019 | 38   | 2019 마운틴듀 GSL 시즌 2                | 박령우 | 4 : 2     | 승패승패승승   | 조성호   |
| 2019 | 39   | 2019 마운틴듀 GSL 시즌 3                | 이병렬 | 4 : 0     | 승승승승       | 조성호   |
| 2020 | 40   | 2020 LG 울트라기어 \| 핫식스 GSL 시즌 1 | 전태양 | 4 : 0     | 승승승승       | 김도욱   |
| 2020 | 41   | 2020 LG 울트라기어 핫식스 GSL 시즌2     | 이병렬 | 4 : 1     | 승승승패승     | 김대엽   |
| 2020 | 42   | 2020 LG 울트라기어 핫식스 GSL 시즌3     | 전태양 | 4 : 2     | 패승승패승승   | 조성주   |
| 2020 | -    | 2020 LG울트라기어 GSL 슈퍼 토너먼트2    | 조성호 | 4 : 3     | 승승승패패패승 | 김대엽   |
| 2021 | 43   | 2021 LG 울트라기어 핫식스 GSL 시즌 1    | 이병렬 | 4 : 1     | 승승승패승     | 조성주   |
| 2021 | 44   | 2021 LG 울트라기어 핫식스 GSL 시즌 2    | 박령우 | 4 : 1     | 승패승승승     | 조성호   |
| 2021 | 45   | 2021 LG 울트라기어 핫식스 GSL 시즌 3    | 김도욱 | 4 : 2     | 승패승패승승   | 주성욱   |
| 2022 | 46   | 2022 핫식스 GSL 시즌 1                  | 이병렬 | 4 : 2     | 승승승패패승   | 장현우   |
| 2022 | 47   | 2022 핫식스 GSL 시즌 2                  | 김준호 | 4 : 1     | 승승패승승     | 조성주   |
| 2022 | 48   | 2022 핫식스 GSL 시즌 3                  | 조성주 | 4 : 0     | 승승승승       | 신희범   |
| 2023 | 49   | 2023 핫식스 GSL 시즌 1                  | 조성주 | 4 : 2     | 패승패승승승   | 김도욱   |
| 2023 | 50   | 2023 핫식스 GSL 시즌 2                  | 조성주 | 4 : 2     | 승승패승패승   | 박령우   |
| 2023 | 51   | 2023 핫식스 GSL 시즌 3                  | 강민수 | 4 : 1     | 승승승패승     | 고병재   |

## 같이 보기
- 글로벌 스타크래프트 II 팀 리그
- 스타크래프트 II 스타리그